# Ericeia infirma
Ericeia infirma là một loài bướm đêm trong họ Erebidae.